# Ardisia mirabilis
Ardisia mirabilis är en viveväxtart som beskrevs av Pitard. Ardisia mirabilis ingår i släktet Ardisia och familjen viveväxter. Inga underarter finns listade i Catalogue of Life.